# Muerte de Israa Ghrayeb
La muerte de Israa Ghrayeb tuvo lugar el 22 de agosto de 2019 en la ciudad palestina de Belén. Israa Ghrayeb, una maquilladora musulmana de 21 años, fue asesinada a golpes en un "crimen de honor" porque había publicado un selfi con su prometido el día anterior a su compromiso.

## Muerte e investigación
Ghrayeb murió el 22 de agosto de 2019 tras ser golpeada en su casa de Beit Sahour. Su muerte provocó protestas de los palestinos por la acusación de que era un crimen de honor. Su familia afirmó que la causa de su muerte fue un ataque cardíaco. El 6 de septiembre, las autoridades palestinas detuvieron a tres personas en relación con la muerte y llevaron a cabo una investigación forense.
El 12 de septiembre de 2019 la investigación concluyó que Ghrayeb había muerto debido a complicaciones en su sistema respiratorio provocadas por continuas palizas. Tres familiares fueron acusados.

## Repercusión
La muerte de Israa Ghrayeb provocó una gran indignación en Cisjordania y se organizaron en Belén y Ramala protestas contra el asesinato.
El hashtag #WeAreAllIsraa se difundió en las redes sociales por solidaridad con Ghrayeb. Adalah Justice Project, una organización palestina de Derechos Humanos, afirmó que estaban "indignados y entristecidos" por el "atroz asesinato".